# 运城清真寺
运城清真寺位于中国山西省运城市盐湖区东城街道东阜社区府东街132号。
运城清真寺	已公布为盐湖区文物保护单位，古建筑类，年代为民国。